# Olesana
L'olesana també anomenada palomar és una varietat d'olivera. El seu cultiu ocupa unes 1.000 ha a la província de Barcelona, principalment a Olesa de Montserrat.
És una varietat de vigor elevat i exigent pel que fa a les condicions de clima i sòls. Els seus esqueixos fàcilment fan arrels. El temps que tarda d'entrar en producció des de la plantació és com la mitjana de les varietats. El moment de la florida és precoç. El pol·len presenta baixa capacitat germinativa. La productivitat és elevada però alternant, afectada pel fenomen de la contranyada. La maduració és precoç i els fruits de pes mitjà, fàcils de recollir mecanitzadament.
L'Oli d'Olesa té un rendiment en l'extracció elevat i molt bones qualitats organolèptiques i de gran estabilitat.